# مارسيال ياو
مارسيال ياو كواسي (Martial Yao Kouassi) لاعب كرة قدم إيفواري من مواليد 4 أكتوبر 1989. يجيد اللعب في مركز الوسط .
لعب سابقاً في نادي العدالة السعودي ونادي الفجيرة ونادي البكيرية .

## وصلات خارجية
مارسيال ياو على موقع قاعدة بيانات كرة القدم.إي يو (الإنجليزية)